# Craspedolcus fraternus
Craspedolcus fraternus är en stekelart som beskrevs av Günther Enderlein 1920. Craspedolcus fraternus ingår i släktet Craspedolcus och familjen bracksteklar. Inga underarter finns listade i Catalogue of Life.